# Émetteurs français captés en Suisse romande
 (avril 2023).
 (janvier 2011).
- Si vous ne connaissez pas le sujet, laissez ce bandeau (vous pouvez alors contacter les auteurs).
- Si vous supprimez le contenu mis en cause (vous pouvez préalablement contacter les auteurs),

argumentez précisément cette suppression dans la page de discussion
(un manque de référence n'est pas un argument ; une recherche réelle de référence doit avoir été effectuée, être formellement documentée).
 (mai 2009).
Si vous disposez d'ouvrages ou d'articles de référence ou si vous connaissez des sites web de qualité traitant du thème abordé ici, merci de compléter l'article en donnant les références utiles à sa vérifiabilité et en les liant à la section « Notes et références ».
Cet article contient une liste des émetteurs de télévision français captés en Suisse romande Il n'y a plus d'émetteurs français analogiques captables en Suisse romande depuis le 20 septembre 2011. Depuis le 5 avril 2016, les récepteurs TNT utilisant uniquement la norme DVB-T MPEG 2 SD vendus en Suisse, ne peuvent plus recevoir la TNT Française qui utilise uniquement la norme DVB-T MPEG 4 HD et SD.
La planification des multiplex R7 et R8 des nouvelles chaines TNT HD Françaises, a pris un certain retard, et les informations mentionnées sur chaque émetteur, sont indiquées sous toutes réserves.
Avec la suppression totale de la diffusion de la SSR par les émetteurs Terrestres classiques TNT courant 2019, ces émetteurs Français pourront continuer à être captés en Suisse Romande, comme ils le sont actuellement, en 2018.

## Mont Rond(Gex)
Les 19 chaînes SD gratuites de la TNT française sont disponibles depuis le 27 juillet 2010 sur 5 multiplex (45, 44, 68, 61, 64 H) en attendant le 6e dédié à la HD (R5). La P.A.R. est actuellement de 20 kW mais la puissance à terme, le 14 juin 2011, va varier en fonction de l'azimut, entre 65 et 15 kW (soit -5 dB vers le N-E). Les niveaux de réception devraient augmenter sensiblement et des nouveaux canaux, plus bas en fréquence, seront utilisés (21, 24, 27, 45, 58 et 55 H).
Les antennes d'intérieur seront envisageables dans le bassin lémanique, à vue sur l'émetteur TV du mont Rond, mais ailleurs, champ plus faible, ce sont des antennes classiques UHF de toit, parfois à gain élevé, voire parfois suivies d'un préamplificateur d'antenne UHF à faible bruit. 
Cet émetteur du Haut-Jura (lieu-dit "Petit Montrond") est essentiellement capté dans la région genevoise ainsi que dans le canton de Vaud (excepté certaines régions du Jura vaudois) et le canton de Fribourg (zone située à l'ouest des Préalpes). Ce site est équipé en TNT depuis le 27 juillet 2010. Des changements de fréquences sont prévus le 14 juin 2011 avec la suppression totale de la diffusion analogique SECAM L. Les canaux UHF actuels (21, 24, 27) sont réutilisés pour la diffusion en norme DVB-T. Par la suite, Montrond diffuse le multiplex R5 (TNT HD). Cependant cette diffusion du R5 HD a subi de longs défauts de jeunesse en 2011, défauts qui se sont atténués durant l'année 2012
Mode Analogique :
La carte représente la couverture pour l'émetteur 400 kW diffusant les chaînes suivantes :
- TF1 (C 27)
- France 2 (C 21)
- France 3 (C 24)

en polarisation horizontale. Ces 3 canaux ont été définitivement coupés le 14 juin 2011.
Canal+ était également diffusé sur cet émetteur, en polarisation verticale sur le canal L-05. Ce dernier a été définitivement arrêté le 22 septembre 2010.
- Cet émetteur diffuse les multiplex R7 et R8, depuis le 10 juin 2014(source web: toutelatnt.fr).

## Émetteur de Divonne Vesancy
PAR de 3,8 kW sauf France 3 qui est à 1,750 kW 
- arte/France 5 (C 54)
- M6 (C 51)
- TV8 Mont-Blanc (C 57)

Faute d'accord avec la Suisse et de fréquences disponibles, c'est ce site bas qui a été choisi
- France 3 (C 66) version France 3 Alpes

Suivant le planning du CSA, dans le cadre du schéma d'extinction de l'analogique, ces 4 canaux UHF SECAM L ont été, définitivement supprimés le 14 juin 2011,à l'exception de TV 8 Mont Blanc. Cet émetteur a été choisi à la fin des années 1980 pour diffuser les réseaux 5 et 6, la TV locale et l'autre version de France 3.
C'est un site bas et peu puissant qui se substitue à un site élevé et puissant qu'est le Mont Rond, offrant une réception assez médiocre.
Ce site avait également été choisi pour la TNT pour Gex, initialement planifiée en décembre 2007, mais finalement ajournée. C'est Montrond qui diffuse la TNT française depuis le 27 juillet 2010. Cependant, la diffusion de TV8 Mont Blanc s'est poursuivie sur le même canal UHF que du temps de l'analogique, mais en norme DVB-T, en lieu et place du SECAM L. Le basculement de standard pour cet émetteur a eu lieu le 30 novembre 2010. Aucune modification des antennes n'est nécessaire, sauf l'achat d'un boitier DVB-T, dans le cas d'un téléviseur classique à tube cathodique.
Ce site couvre le Genevois et le pourtour du Bassin Lémanique avec des zones d'ombres et une réception lointaine assez difficile. Après le 14 juin 2011, cet émetteur ne sera pas converti au numérique[réf. nécessaire](source CSA liste des emetteurs non convertis au numerique), seule la diffusion de TV8 Mont Blanc a subsisté en norme DVB-T sur le canal 57 UHF, polarisation horizontale. Par la suite, le canal UHF changea du 57 au 46 en septembre 2011.

## Émetteur de l'Aiguille du Midi
(situation la plus haute de France, 3 842 m). La carte représente la couverture des émetteurs de 2,6 kW.
- France 3 (C 22)
- TF1 (C 25)
- France 2 (C 28)

Le canal 28 était utilisé pour recevoir France 2 sur le flanc sud du Jura entre Orbe et Bienne où Gex-Montrond n'était pas en visibilité ou trop faible. La réception était correcte et quelques rares antennes sont encore installées dans les villages non câblés. Les canaux 22 et 25 n'étaient pas exploitables, le Chasseral émettait également sur ces canaux jusqu'au 25 juin 2007 pour la TSR1, et jusqu'au 26 novembre 2007 pour la SF 1 en analogique PAL G. Selon le planning du CSA, dans le schéma d'arrêt de l'analogique, les canaux SECAM L UHF 22, 25 et 28 ont été définitivement supprimés le 20 septembre 2011.
TNT(Canaux provisoires avant la bascule définitive le 20 septembre 2011)
- R1 : 45 H (France 2, France 3, France 5, Arte, LCP…)
- R2 : 41 H (Direct 8, France 4, BFM-TV, i>Télé, Virgin 17, Gulli)
- R3 : 55 H (Canal+, TPS Star, Canal+ Sport, Canal+ Cinéma, Planète, CanalJ)
- R4 : 59 H (M6, W9, NT1, Paris Première, Arte HD)
- R5 : 62 H (programmes haute définition, notamment TF1 HD, France 2 HD, M6 HD)
- R6 : 65 H (TF1, TMC Monté Carlo, NRJ 12, TF1, LCI, Eurosport France)

Cependant, le site TNT de l'Aguille du Midi (ADM) (PAR 8 watts) a été mis en service le 18 novembre 2008 (à la suite des accords transfrontaliers entre la France et la Suisse). Il faudra vérifier in situ la réception avec un récepteur TNT portable, aux endroits où l'émetteur est impérativement en vue directe. Des antennes à gain élevé et un préampli d'antenne sont prévisibles du côté du bassin genevois nord et Pays de Gex, sachant toutefois que des canaux identiques ou adjacents locaux peuvent empêcher tout ou partie la réception de l'ADM (par exemple Mont Salève ou Pèlerin). 
La PAR de l'ADM après la bascule ainsi que les diagrammes de rayonnement ne sont pas communiqués par le Conseil supérieur de l'audiovisuel (France), chose déjà constatée pour d'autres émetteurs déjà basculés le 16 novembre 2010 dans le Doubs notamment, c'est un manque de communication et de transparence de la part du CSA qui est difficilement compréhensible.
L'antenne d'émission TNT de cet émetteur est plutôt directive braquée sur la vallée de l'Arve, entre Sallanches et le col des Montets, et recevable au niveau du barrage d'Émosson. Le diagramme de rayonnement a atténué fortement le lobe vers le Nord sous l'horizon pour ne pas interférer avec les canaux suisses notamment du Chasseral.
La TNT de l'ADM ne semble pas être exploitable du côté de Neuchâtel et cette partie du Jura pourtant à vue sur le massif du Mont-Blanc, alors que les signaux analogiques y sont encore observés…
La zone "pratique", notamment vers le Nord/Ouest, dans un champ plus faible est plus vaste, mais doit être compensée par des antennes de plus en plus performantes et donc onéreuses. Une réception TNT a été constatée, avec niveau de qualité et taux d'erreurs acceptables, sur le canal 65 UHF à Cossonay et à Sernaclens, près de Lausanne. Les autres canaux sont perturbés par des réémetteurs analogiques français qui seront désactivés le 20 septembre 2011. Les émetteurs SFN suisses (DVB-T et DVB-H) ne sont pas sur les mêmes fréquences UHF, et ne risquent aucune interférence.  Sur ce canal 62 UHF est prévu ultérieurement, pour l'ADM, le multiplex R5, qui offrira les chaines françaises en HD (norme MPEG4 H 264).
Autres point à signaler,  les canaux 22, 25 et 28 UHF, à l'origine en SÉCAM norme L, ont été convertis en norme DVB-T, pour la TNT définitive, cependant les canaux 22 et 25 sont aussi prévus pour des multiplex futurs en Suisse dans la plaque Jura (émetteurs du Chasseral et du pied du Jura en dessus du lac de Neuchâtel et du Vully), donc l'ADM ne sera pas vraiment exploitable en Suisse romande si la Suisse met en exploitation les canaux 22 et 25, l'ADM c'est un émetteur qu'il faudra vraisemblablement oublier, il sera préférable de se retourner avec une solution satellite comme Fransat.

## Émetteur deChambéryDent du Chat(Savoie)
Émetteurs de 140 kW.
- TF1 (C 29)
- France 2 (C 26)
- France 3 (C 23)

Canal Plus était aussi diffusé en Canal L-08 H avec 1 kW de PAR. Ce canal a été définitivement arrêté le 22 septembre 2010.
Le potentiel de cet émetteur est peu utilisé en Suisse, mais est recevable à Genève et dans le canton de Vaud, même si on lui préfère Gex. Cet émetteur diffuse la TNT française depuis le 27 juillet 2010. La diffusion analogique SECAM L sur les canaux UHF 23, 26, 29  a pris définitivement fin le 14 juin 2011. Ces canaux seront réutilisés en DVB-T à ce moment-là après remaniement des fréquences TNT.

## ÉmetteurTDFduMont Pèlerin(Canton de Vaud)
Émetteurs de 5,4 kW. Ils seront arrêtés définitivement le 20 septembre 2011 (d'après le planning du CSA sur l'extinction analogique en région Alpes). 
- TF1 (C 41)
- France 2 (C 39)
- France 3 (C 63)

C'est un émetteur français situé en Suisse voisine afin de couvrir St-Gingolph et Évian, le CSA le nomme St-Gingolph officiellement ; il a utilisé uniquement le standard SÉCAM L. Il couvrait assez bien le Chablais vaudois, cependant il ne diffusait ni Canal+, ni France5/Arte, ni M6. Par contre, il était situé à flanc de montagne, en contrebas du site Swisscom, si bien qu'il ne pouvait pas rayonner vers le nord. Ce choix avait été délibéré pour limiter son débordement en Suisse.
Ce site devait être numérisé en 2008, sans transition avec extinction de l'analogique pour y lancer la TNT française, sous réserve d'accords avec l'OFCOM Suisse. En 2010, lors de l'arrivée de la TNT sur Gex et le Salève, cet émetteur ne diffuse plus aucune chaine française, depuis le 14 juin 2011(coupure définitive de la diffusion analogique SECAM L). Par la suite cet émetteur a été définitivement démonté, et déposé.
Plus haut se situe effectivement le site Swisscom, la tour relais du Mont Pèlerin, pour le multiplex DVB-T (TNT) Suisse sur le canal 34 V. Ces sites sont bien reçus au village de Chemin sur Martigny. |Des micro-emetteurs DVB-T ont été installés sur le toit des mairies de St-Gingolph et Meillerie.(source web:promax.es, rubrique micros réémetteurs FRANSAT de St Gingolph et Meillerie)

## Émetteur du Monnetier-Mornex (Mont Salève Haute-Savoie)
PAR de 1,9 kW sauf Canal Plus à 1 kW. 
- TF1 (C 42) Pour mémoire, TF1 était déjà sur ce canal UHF avant 1981, et diffusait le signal en 819 lignes. Le basculement sur le signal actuel 625 lignes s'est effectué tardivement, en juin 1981. Le bassin Lémanique fut une des toutes dernières régions françaises à être couverte par le réseau analogique couleur de TF1 (source : TDF, liste des émetteurs TV au 31/12/1980[réf. souhaitée]).
- France 2 (C 45)
- France 3 (C 48)
- Canal+ (C 64) arrêté depuis le 22/09/2010.

Les chaînes françaises sont émises depuis la tour de télécommunication en béton au sommet, mieux dégagée, alors que les chaînes suisses sont émises depuis la gare du téléphérique du Saléve, offrant une couverture plus restreinte.
Le site TDF devait être numérisé en 2008, sans transition avec extinction de l'analogique, pour y lancer la TNT française, sous réserve d'accords avec l'OFCOM Suisse.
Le canal 64 UHF de Canal+ analogique a été coupé le 22 septembre 2010 (calendrier d'extinction du réseau Canal+ analogique, région Rhône-Alpes) en même temps que le canal VHF de Gex-Montrond. La diffusion de TF1, France 2 et France 3 en SECAM L s'est arrêtée, définitivement, le 14 juin 2011 (selon le CSA, planning d'extinction analogique, région Alpes). Le Salève diffuse depuis le 27 juillet 2010 les 6 multiplex DVB-T de la TNT Française.

## Émetteur du Belvédère(Mulhouse)
Émetteurs de 780 kW.
- TF1 (C 27)
- France 2 (C 21)
- France 3 (C 24)

Ces 3 canaux UHF norme SECAM L, ont été définitivement coupés dans la nuit du 1er au 2 février 2010. Depuis cette date, le Belvedère diffuse les chaînes françaises uniquement en norme DVB-T. Cet émetteur diffuse les multiplex R7 et R8 (nouvelles chaînes TNT HD) ( source web: toutelatnt.fr)[réf. souhaitée]
Seuls le canton du Jura et la région bâloise sont capables de capter cet émetteur dans des conditions optimales (partie au nord de la chaîne du Jura). Les canaux DVB-T du Belvédere sont bien captables dans les franches montagnes, à l'exception du canal 37 UHF qui est le même que celui du Bois de la Vierge (à Épinal dans les Vosges), ainsi que certains petits émetteurs TNT Jurassiens et Franc-Comtois (canal 37 UHF SFN). Tous les récepteurs DVB-T MPEG2 vendus en France, Suisse et Allemagne peuvent capter les 3 pays (excepté le MPEG4 H 264). Alors que l'inverse est compatible sans restriction en UHF, car les récepteurs TNTop ne peuvent pas décoder certains multiplex allemands, émettant en bande III VHF (source : Ueberallfernsehen). 
De nouveaux sites TNT sont captables dans certains endroits dans le Jura : Larmont(Pontarlier), vers les Verrierres et la Cote aux fées.

## Émetteur deMeix-MusyMontlebon
(Morteau)
Ses antennes d'émission omnidirectionnelles dissipent une PAR d'environ 150 watts à une altitude opérationnelle de 1 340 m en direction des montagnes neuchâteloises et de la région de La Chaux-de-Fonds. Il comporte les 5 mux TNT SD.
Canaux à terme : 47, 44, 54, 23, 29, 26 H. Cet émetteur ne diffuse plus aucune chaîne française en analogique SECAM L depuis le 16 novembre 2010 (arrêt définitif de l'analogique en région Bourgogne et Franche Comté).
Depuis le 14 juin 2014, il diffuse également les nouveaux multiplex R7 et R8(source www.toute la TNT/phase 9 Bourgogne Franche Comté).

## Émetteur duLomont
Il ne diffuse plus aucun programme en norme analogique SECAM L/L' depuis l'arrêt définitif de l'analogique en Franche Comté le 16 novembre 2010. Auparavant, il a diffusé entre autres Canal+ analogique sur le canal L 03 en Bande I VHF supradyne. Ce canal était très perturbé par les DX-TV et les émetteurs analogiques Suisses de Bantiger, Uetliberg, La Dôle, Schupfart, utilisant la même bande I VHF en infradyne jusqu'en 2007 (année de la fin de l'analogique en Suisse romande et alémanique). Les téléviseurs multistandards français avaient un transposeur de fréquences pour la bande I française, utile dans la zone de réception du Lomont en analogique, mais la qualité de décryptage analogique Syster était très mauvaise malgré la différence de polarisation (verticale pour le VHF Lomont contre horizontale pour Uetliberg, Bantiger et la Dôle).
La réception DVB-T du Lomont est possible dans le canton du Jura et certains secteurs du Jura bernois sur des sites dégagés sur les plateaux de l'arc Jurassien.Cet émetteur diffuse les multiplex R7 et R8 (nouvelles chaînes TNT HD) depuis le 10 juin 2014(source web: toutelatnt.fr)